# Buzara chrysomela
Buzara chrysomela är en fjärilsart som beskrevs av Walker 1864. Buzara chrysomela ingår i släktet Buzara och familjen nattflyn. Inga underarter finns listade i Catalogue of Life.